# Pink Floyd

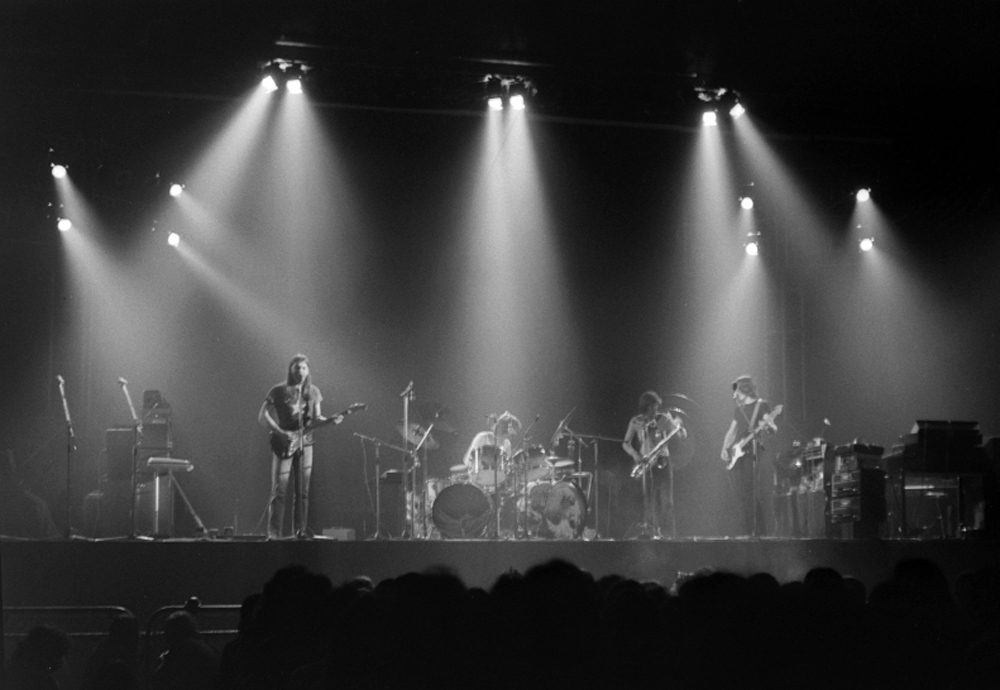
Pink Floyd (1973)

Pink Floyd là một ban nhạc progressive rock của Anh đã tạo nên được sự công nhận rộng lớn với phong cách psychedelic rock (còn gọi là space rock), đã được họ phát triển cho dòng nhạc progressive rock của họ. Họ cũng được biết đến với những ca từ mang tính triết lý, những khám phá về mặt âm thanh, và những bìa album đầy sáng tạo nghệ thuật, và những buổi live show hoành tráng. Là một trong những ban nhạc rock thành công nhất, họ đã bán được 200 triệu album trên toàn thế giới, trong đó có 74.5 triệu album được tiêu thụ tại Mỹ
Được thành lập năm 1965, ban đầu gồm các sinh viên Syd Barrett, Nick Mason, Roger Waters và Richard Wright. Với vị thủ lĩnh tài năng Barrett, họ đã cho ra đời 2 đĩa đơn nằm trong danh sách bán chạy trên thị trường và một album ra mắt thành công. David Gilmour gia nhập vào tháng 12 năm 1967, là thành viên thứ năm. Tháng 4 năm 1968, Barrett rời nhóm do sức khỏe sa sút trầm trọng. Sau khi Barrett ra đi, Waters trở thành người sáng tác chính của nhóm cho tới khi anh rời nhóm vào năm 1985.
Pink Floyd đã gặt hái thành công với dòng nhạc chính lúc đó và là một trong những ban nhạc nổi tiếng nhất trong làng nhạc rock London vào cuối thập niên 1960.
Ban nhạc đã thu khá nhiều album, và đã đạt được thành công với album The Dark Side of the Moon (1973), Wish You Were Here (1975), Animals (1977), và The Wall (1979). Năm 1985, Waters đã gọi Pink Floyd là "một cố gắng lãng phí", nhưng những thành viên còn lại, đứng đầu bởi Gilmour, tiếp tục thu âm và lưu diễn dưới cái tên Pink Floyd. Mặc dù họ không thành công lắm trong vụ kiện của Waters về quyền sử dụng tên nhóm, nhưng các thành viên này đã gặt hái được thành công về mặt âm nhạc với album A Momentary Lapse of Reason (1987) và The Division Bell (1994). Cuối cùng, họ cũng đã thành công trong việc thuyết phục tòa cho phép họ sử dụng cái tên Pink Floyd.
Waters đã quay lại hát cùng với nhóm lần đầu tiên vào ngày 2 tháng 6 năm 2005 tại buổi hòa nhạc London Live 8 concert.

## 1963-67: Những ngày đầu thành lập

### Thành lập
Roger Waters gặp Nick Mason khi họ đang học kiến trúc tại London Polytechnic trên đường Regent. Họ cùng chơi nhạc với nhóm của Keith Noble, Clive Metcalfe và Sheilagh chị gái Nobles. Richard Wright, học cùng trường, gia nhập vào cuối năm đó. Nhóm sáu người đổi tên thành Sigma 6. Như vậy nhóm nhạc này đã có 3 thành viên của Pink Floyd sau này: Waters, Wright và Mason.
. Họ bắt đầu trình diễn tại những phòng trà trên đường Regent. Họ hát những bài của the Searchers cũng như những bài tự sáng tác bởi người quản lý kiêm viết nhạc: Ken Chapman, cũng là sinh viên cùng trường.
Vào tháng chin năm 1963, Waters và Mason chuyển tới mộtcăn hộ ở 39 Stanhope Garden, ngay gần Crouch End London, chủ sở hữu là Mike Leonard, một hướng dẫn viên du lịch nghiệp dư ở gần Hornsey College of Art và Regent Street Polyechnic. Mason chuyển đi sau kỳ học năm 1964, và tay guitar Bob Klose chuyển đến vào tháng 9 năm 1964. Sigma 6 đổi tên chớp nhoáng nhiều lần, thành Meggadeaths, the Abdabs, the Screming Abdabs, Leonard's Lodgers, rồi Spectrum Five, cuối cùng giữ thành Tea Set. Vào năm 1964, khi Metcalfe và Noble tách ra lập nhóm riêng, Syd Barrett dọn đến ở cùng Klose và Waters ở Stanhope Gardens. Barret, ít hơn hai tuổi, tới London năm 1962 để nhập học Camberwell College of Art. Waters và Barrett là bạn từ nhỏ; Waters thường tới thăm Barrett và nghe Barrett chơi guitar ở nhà mẹ. Mason từng nói về Barrett như sau: "Vào thời kỳ mà các thanh nhiên ù lì vì nhút nhát, e dè thì Syd khác hẳn. Tôi không bao giờ quên lần đầu chúng tôi gặp nhau: anh ấy rất chủ động tiến tới và giới thiệu về bản thân."
Noble và Metcalfe rời Tea Set vào cuối năm 1963 và Klose giới thiệu ca sĩ Chris Dennis cho nhóm, một kỹ thuật viên tới từ Lực lượng không quân hoàng gia. Vào tháng 12 năm 1964, họ tiến hành ghi âm tại một studio ở West Hampstead, thông qua một người bạn của Wright, khi đó đang rảnh rỗi. Wright, khi đó đang nghỉ giữa kỳ, không tham gia vào buổi ghi âm. Khi Lực lượng không quân hoàng gia yêu cầu Dennis chuyển tới Bahrain vào đầu năm 1965, Barrett trở thành đại diện của nhóm. Năm sau đó, họ chơi cho câu lạc bộ Countdown, gần Kensington High Street ở London. Tại đó họ diễn 3 suất, từ lúc tối tới rạng sáng hôm sau, mỗi suất 90 phút. Trong giai đoạn này, nhóm cũng muốn giảm bớt việc hát các bài cũ, ban nhạc "nhận thấy rằng các ca khúc có thể khéo dài thêm các đoạn solo", Mason viết. Do áp lực từ phía cha mẹ cũng như lời khuyên của người hướng đạo ở trường, giữa năm 1965, Klose rời khỏi nhóm và Barrett trở thành cây guitar chính. Cuối năm 1965, nhóm đổi tên thành Pink Floyd Sound. Chính Barret là người nghĩ ra cái tên này trong giây phút thăng hoa khi anh cùng nhóm, khi đó tên là Tea Set, đang biểu diễn. Nó được ghép từ tên của hai nghệ sĩ Blue, mà Barrett sưu tập đĩa, là: Pink Anderson và Floyd Council.
Vào năm 1966, nhóm chủ yếu vẫn chơi RnR và họ bắt đầu nhận đặt vé trước, gồm một buổi biểu diễn ở câu lạc bộ Marquee vào tháng 3 năm 1966, nơi Peter Jenner giới thiệu. Giảng viên ở London School of Economics, Jenner đã rất ấn tượng với những sản phẩm âm nhạc của Barrett và Wright, và cùng với đồng sự cũng là người bạn Andrew King, ông trở thành quản lý của nhóm. Cặp đôi này cũng có chút kinh nghiệm trên thị trường âm nhạc và họ đã dùng tiền thừa kế của King để thành lập Blackhill Enterprises, mua nhạc cụ và trang thiết bị cho nhóm, trị giá khoảng 1,000 bảng. Đấy cũng là thời gian Jenny khuyên nhóm bỏ chữ "Sound" trong tên đi, để chỉ còn ngắn gọn là Pink Floyd. Dưới sự hướng dẫn của Jenner và King, nhóm đã trở thành một phần trong giới âm nhạc của London, chơi ở những nơi như All Saints Hall hay The Marquee. Khi trình diễn tại câu lạc bộ Countdown, ban nhạc thử làm một cuộc du ngoại bằng âm thanh. Với những đạo cụ thô sơ, họ bắt đầu những màn trình diễn ánh sáng rực rỡ. Jenner và King đã liên hệ với bên báo chí như Financial Times và một bài viết trong The Sunday Times đã ghi nhận "Trong buổi lễ khai trương của tờ báo IT mới, một ban nhạc pop mang tên Pink Floyded đã chơi một thứ âm nhạc rất rộn ràng kèm theo hiệu ứng ánh sáng được chiếu trên màn hình lớn phía sau họ. Như một ảo giác."
Năm 1966, ban nhạc tăng cường mối quan hệ với hang Blackhill Enterprises bằng việc mua cổ phần, mỗi thành viên nắm giữ 1/6 cổ phiếu, trở thành đối tác của Jenner và King. Cuối năm 1966, họ chơi R&B và những sáng tác của Barrett, rất nhiều trong số này nằm trong album đầu tay của nhóm. Mặc dù lịch diễn của họ ngày một dày nhưng không có nghĩa là nơi nào cũng chấp nhận họ. Trong một lần diễn ở câu lạc bộ trẻ Catholic, chủ câu lạc bộ đã từ chối thanh toán cho họ vì cho rằng cái họ chơi không phải là âm nhạc. Khi quản lý của nhóm kiện chuyện này ra tòa án, bồi thẩm đoàn đã nghiêng về phía vị chủ câu lạc bộ kia. Tuy nhiên, nhóm lại nhận được nhiều sự ủng hộ ở câu lạc bộ UFO, London, nơi mà một nhóm nhỏ những người yêu mến luôn vây quanh ban nhạc. Barrett luôn trình diễn với tất cả sự đam mê, "nhảy nhót vòng vòng... điên loạn... ngẫu hứng...không có giới hạn về sự sáng tạo... rất tuyệt vời. Không ai có thể làm như thế", nhà viết tiểu sử Nicholas Schaffner nói.

### Ký kết với EMI
Năm 1967, cái tên Pink Floyd bắt đầu ghi dấu ấn trong giới âm nhạc. Trong khi chờ đàm phán với hãng thu âm, đồng sáng lập IT, quản lý câu lạc bộ UFO Joe Boyd và nhân viên đặt chỗ của Pink Floyd là Bryan Morrison đã sắp xếp để ghi trước một vài bài ở hãng Sound Techniques đặt tại West Hampstead. Ca khúc xuất sắc "Arnold Layne" và "Candy and a Currant Bun" ở mặt B, đều được ghi âm trong một ngày 29 tháng 1 năm 1967. Ba ngày sau đó, Pink Floyd ký hợp đồng với EMI, nhận trước 5,000 bảng. EMI đã phát hành đĩa đơn đầu tiên của nhóm, "Arnold Layne", vào 10 tháng 3 năm 1967, dán nhãn hãng Columbia. Bài hát bị một số đài cấm phát do trong bài hát, nhóm đã mặc quần áo của phụ nữ. Tuy nhiên, theo số liệu bán hàng của các nhà phân phối thì đĩa đơn này đạt vị trí số 20 ở Anh.
EMI-Columbia phát hành đĩa đơn thứ hai, "See Emily Play" vào 16 tháng 6 năm 1967. Ca khúc này tiến xa hơn "Arnold Layne", đứng thứ 6 trong bảng xếp hạng của Anh. Họ trình diễn nó trong chương trình Look of the week của đài BBC, và Waters cùng Barrett, thông thái và quyến rũ, đối đáp cùng Hans Keller. Họ cũng xuất hiện trên chương trình Top of the Pops của đài BBC, một chương trình cực kỳ thú vị khi mà các nghệ sĩ phải trình diễn các ca khúc của mình bằng...kịch câm. Mặc dù Pink Floyd mới chỉ quay lại trình diễn hai buổi, mà đến buổi thứ ba, Barrett đã tỏ ra rất rệu rạo. Đấy cũng là lúc các thành viên còn lại nhận thấy sự thay đổi trong cách cư xử của Barrett. Đầu năm 1967, anh thường xuyên dung LSD, và Mason đã miêu tả anh như là "hoàn toàn xa rời thực tại".

### The Piper at the Gates of Dawn
Theo điều khoản hợp đồng đầu tiên với Morrison và nhà sản xuất EMI Norman Smith, nhóm đồng ý ghi âm album đầu tiên tại EMI Studios, London. Mason nhớ lại rằng đây là đợt ghi âm suôn sẻ, không gặp phải vấn đề gì. Smith không đồng ý với quan điểm đó, rằng Barrett tỏ ra bất đồng quan điểm với anh và không có tính xây dựng chung. Hãng EMI-Columbia phát hành The Piper at the Gates of Dawn vào tháng 8 năm 1967. Album đứng ở vị trí số 6, nằm trên bảng xếp hạng Anh trong suốt 14 tuần. Pink Floyd tiếp tục thu hút đám đông tới câu lạc bộ UFO; tuy nhiên, sự suy sụp tinh thần của Barrett đã gây ra nhiều vấn đề cho nhóm. Ban đầu, nhóm hi vọng sự thất thường này của Barrett sẽ sớm kết thúc; số khác ít lạc quan hơn, gồm Jenner và trợ lý, June Child, đã phải thốt lên: "Tôi tìm thấy Barrett trong phòng thay đồ và anh ấy trông rất... xa vời. Roger Waters và tôi xốc anh ấy lên, đưa ra sân khấu... Ban nhạc đã bắt đầu chơi mà Syd vẫn đứng đây. Anh ấy kẹp đàn guitar vào nách và tay thì buông thõng xuống."
Điều này buộc Pink Floyd phải vắng mặt ở đêm nhạc Jazz toàn quốc rất có uy tín và Liên hoan Blues, cũng như vắng mặt ở một số show. King nói với một số tạp chí âm nhạc rằng Barrett đang suy sụp vì lo lắng và kiệt sức. Waters phải bố trí một cuộc hẹn với bác sĩ tâm thần R. D. Laing, và mặc dù Waters đã chở Barrett tới tận nơi nhưng cuối cùng Barrett lại không chịu ra khỏi xe. Khi ở Formentara với Sam Hutt, một bác sĩ khá có tiếng trong giới âm nhạc tới khám và nhận định rằng không có tiến bộ gì. Ban nhạc tham gia một số đêm diễn ở châu Âu trong suốt tháng chín và chuẩn bị cho tour diễn đầu tiên tại Mỹ vào tháng mười. Khi tour diễn ở Mỹ diễn ra, tình hình của Barrett ngày một tồi tệ. Trong hai lần xuất hiện ở chương trình Dick Clark và Pat Boone hồi tháng mười một, Barrett làm người dẫn chương trình bối rối khi không trả lời các câu hỏi mà chỉ nhìn chằm chằm vào khoảng không. Anh thậm chí không mấp máy môi ở màn kịch câm "See Emily Play" trong chương trình Boone. Sau những thước phim đáng xấu hổ đó, King đã chấm dứt chuyến thăm Mỹ của nhóm và lập tức trở lại London. Ngay sau khi trở lại diễn, họ đã phải nhờ đến sự hỗ trợ của Jimi Hendrix trong suốt tour diễn ở Anh; tuy nhiên, sự trầm cảm của Barrett vẫn tiếp diễn, đỉnh điểm là vào tháng mười hai, khi ban nhạc đã chống đối bằng việc kết nạp thêm thành viên mới.

### A Saucerful of Secrets
Năm 1968, Pink Floyd quay lại phòng thu Abbey Road Studios để ghi âm album thứ hai, A Saucerful of Secrets, bao gồm cả đóng góp cuối cùng của Barrett cho nhóm "Jugband Blues". Waters bắt đầu phát triển sự nghiệp sáng tác, đóng góp cho đĩa các bài "Set the Controls for the Heart of the Sun", "Let there be more light" và "Corporal Clegg". Wright sáng tác "See-Saw" và "Remember a Day". Smith khuyến khích họ tự sản xuất âm nhạc, và họ đã ghi âm demo bằng những thiết bị mới ở nhà riêng. Với sự hướng dẫn của Smith tại Abbey Road, họ đã học cách sử dụng các thiết bị phòng thu để tự vẽ lên những tác phẩm nghệ thuật của mình. Tuy nhiên, vẫn có những phần Smith không đồng ý với họ, ví dụ như khi Mason đấu tranh để được trình diễn một đoạn trống trong bài "Remember a Day". Wright nhớ lại thái độ của Smith trong buổi ghi âm, "Norman bác bỏ album thứ hai này. Anh ta cứ nói mãi những câu như, "Các anh không thể chơi trong suốt 20 phút thứ âm thanh kỳ quặc này." Vì cả Waters lần Mason không thể xướng âm nên họ đã thiết kế ra một hệ thống các ký hiệu riêng. Gilmour về sau đã mô tả phương pháp của họ giống như là "một sơ đồ kiến trúc".
Phát hành vào tháng 6 năm 1968, bìa album được thiết kế bởi Storm Thorgerson và Aubrey Powell của nhóm Hipgnosis theo kiểu đánh lừa thị giác. Album đứng thứ 9, trụ trong bảng xếp hạng của Anh 11 tuần. Hãng ghi âm Record đưa ra những nhận xét ưu ái cho album nhưng vẫn kêu gọi thính giả "quên nó đi giống như quên nhạc nền của một buổi party". John Peel mô tả buổi biểu diễn sống giới thiệu album này là "như một trải nghiệm tôn giáo", trong khi đó NME miêu tả các ca khúc là "dài và nhàm chán, đơn điệu". Sau ngày phát hành album ở Anh, Pink Floyd lần đầu biểu diễn một buổi hòa nhạc miễn phí ở Hyde Park. Vào tháng 7 năm 1968, họ trở lại thăm Mỹ lần thứ hai. Theo [[Soft Machine và The Who, tour diễn đánh dấu một bước qua trọng của Pink Floyd. Vào tháng 12 cùng năm, họ phát hành đĩa đơn "Point Me at the Sky", không thành công hơn hai đĩa họ đã phát hành kể từ "See Emily Play", nó là đĩa đơn cuối cùng của nhóm cho tới tần năm 1973, khi "Money" ra kệ.

### Ummagumma, Atom Heart Mother và Meddle
Ummagumma là một sự khởi đầu mới. Phát hành đĩa than 2 mặt tại hãng EMI's Harvest, mặt đầu gồm ghi âm các buổi biểu diễn tại Manchester College of Commerce and Mothers, một câu lạc bộ ở Birmingham. Mặt sau gồm các sản phẩm riêng lẻ của mỗi thành viên. Ummagumma nhận được những đánh giá tích cực sau khi phát hành, vào tháng 11 năm 1969. Album đứng thứ 5, nằm trên bảng xếp hạng Anh suốt 21 tuần.
Vào tháng 10 năm 1970, Pink Floyd phát hành Atom Heart Mother. Phiên bản đầu tiên ra mắt tại Pháp vào tháng một, nhưng vướng phải một số bất đồng trong việc để Ron Geesin thiết kế âm thanh. Geesin cố gắng ghi lại điểm nhưng với những sáng tạo ít ỏi, mọi việc trở nên rắc rối hơn. Cuối cùng, Geesin cũng hoàn thành công việc của mình nhờ sự giúp đỡ của John Alldis, giám đốc dàn nhạc hợp xướng được thuê để ghi âm. Smith tìm kiếm một nhà sản xuất khác, và album đã đánh dấu những đóng góp cuối cùng của ông cho nhóm nhạc. Gilmour đã nói về việc này là "một cách gọn ghẽ mà nói thì ông ấy...chẳng đóng góp được gì." Waters là nhân tố của Atom Heart Mother, nói rằng anh sẽ thíc hơn nếu nó "được ném vào thùng rác và không ai phải nghe nó nữa." Gilmour cũng bình luận một cách thô bạo rằng album "như một đống rác", và tuyên bố: "Tôi nghĩ là chúng tôi đã "cạo một cái thùng"". Lần đầu album của Pink Floyd đứng số một trong bảng xếp hạng Anh và nằm trong bảng suốt 18 tuần. Album cũng được công chiếu tại Liên hoan Bath vào 27 tháng 6 năm 1970.
Pink Floyd lưu diễn rộng rãi khắp Mỹ và châu Âu trong năm 1970. Năm 1971, Pink Floyd đứng vị trí thứ hai trong mục bạn đọc bình chọn của tờ Melody Maker, và lần đầu tạo nên lợi nhuận. Mason và Wright trở thành những người cha và mua nhà ở London trong khi Gilmour, độc thân, chuyển đến một trang trại có từ thế kỷ 19 ở Essex. Waters lập một phòng thu ở nhà tại Islington trong sân sau vườn. 
Vào tháng 1 năm 1971, trở lại với tour lưu diễn quảng bá Atom Heart, Pink Floyd bắt đầu làm việc với những chất liệu mới. Thiếu một chủ đề chủ đạo, họ làm một vài thử nghiệm nhưng không thành công; kỹ sư John Leckie mô tả các buổi thu âm bất thường từ chiều tối tới sáng hôm sau, "không có gì trong khoảng thời gian đó. Không tiếp xúc với công ty thu âm nào, thỉnh thoảng người quản lý xuất hiện với một vài ly rượu và thuốc lá." Ban nhạc dành một quãng thời gian dài làm việc trên chất liệu âm thanh cơ bản, hoặc một vài đoạn guitar riff. Họ cũng ở Air Studios vài ngày, cố gắng tạo ra một thứ âm thanh bằng các vật dụng gia đình, điều này cũng được áp dụng khi sản xuất The Dark side of the Moon và Wish you were here.
Phát hành vào tháng 10 năm 1971, "Meddle không chỉ khẳng định rằng vai trò lãnh đạo của David Gilmour, nó còn là tuyên bố mạnh mẽ và chính xác rằng ban nhạc đã trỗi dậy lớn mạnh thêm một lần nữa." Jean-Charles Costa của tạp chí Rolling Stone viết. NME gọi Meddle là "một album cực kỳ tuyệt vời", coi "Echoes" là "đỉnh cao mà Floyd hướng tới". Tuy nhiên, Mechael Watts của Melody Maker lại coi nó như "nhạc của một bộ phim không tồn tại", và nhún vai khi nói về Pink Floyd là "nhiều âm thanh và cuồng nộ, nhưng chẳng thể hiện điều gì." Meddle là bước chuyển giao giữa Pink Floyd của Barrett những năm 1960 với một Pink Floyd mới. Bản đĩa than đứng thứ 3, nằm trong bảng xếp hạng của Anh trong 82 tuần.

### The Dark Side of the Moon
Pink Floyd ghi âm album The Dark Side of the Moon trong khoảng thời gian từ tháng 5 năm 1972 tới tháng 1 năm 1973, cùng với EMI và kỹ thuật viên Alan Parsons của Abbey Road. Tiêu đề là ám chỉ sự điên rồ hơn là có ý nghĩa thiên văn học. Hipgnosis đã thiết kế bìa album, bao gồm lăng kính khúc xạ của Geogre Hardie. Gồm một chum sáng trắng, đại diện cho sự thống nhất, đi qua một lăng kính, thứ đại diện cho xã hội. Kết quả của sự khúc xạ là một chùm ánh sáng các màu thể hiện sự hỗn mang, thiếu tính thống nhất.
Phát hành vào tháng 3 năm 1973, bản đĩa than lập tức thành công ở khắp nước Anh và Tây Âu, giành được những phản ứng tích cực từ phía các nhà phê bình. Roy Hollingworth của Melody Maker đã miêu tả mặt một là "hoàn toàn bối rối... khó nắm bắt", nhưng lại ca ngợi mặt hai là "Bài hát, âm thanh... và giai điệu như cô đặc... tiếng Saxophone phá tan không khí, ban nhạc Rocked and Rolled". Loyd Grossman của Rolling Stone miêu tả nó như "một album tuyệt vời với sự phong phú về kết cấu và ý tưởng." The Dark side of the Moon là một trong những album Rock thành công nhất về mặt thương mại, đứng đầu là Mỹ. Nó nằm trên bảng xếp hạng Billboard trong hơn 14 năm, bán được hơn 40 triệu bản trên toàn thế giới. Tại Anh, album đứng thứ 2, nằm trên bảng xếp hạng UK trong 364 tuần.
Sự thành công của album mang lại khối tài sản khổng lồ cho các thành viên của Pink Floyd. Waters và Wright mua những trang trại rộng lớn trong khi Mason sưu tập những chiếc ô tô đắt đỏ.
Thất vọng với hãng thu âm ở Anh, Capitol Records, Pink Floyd và O'Rourke hợp 
đồng với hãng thu Columbia Records, hãng này đưa trước cho họ 1 triệu đô (tương đương khoảng 5 triệu đô hiện nay. Tại châu Âu, họ tiếp tục làm việc với hãng Harvest Records.

### Wish you were here
Sau tour diễn vòng quanh nước Anh để quảng bá album Dark Side, tới tháng 1 năm 1975, Pink Floyd trở lại phòng thu và bắt đầu thực hiện album thứ chín của họ, Wish you were here. Kỹ thuật viên Parsons từ chối làm việc tiếp với nhóm mà quay sang sự nghiệp riêng với The Alan Parsons Project, do đó ban nhạc quay sang làm việc với Brian Humphries. Ban đầu, thật khó để sáng tác nên những chất liệu âm thanh mới, chính sự thành công của The Dark Side of the Moon đã lấy đi của Pink Floyd sức lực cũng như vắt kiệt cảm xúc của họ. Wrights đã miêu tả những buổi đầu thu âm là "rơi vào giai đoạn khó khăn" và Waters cảm thấy như "bị tra tấn". Gilmour lại thấy thích thú trong việc phát triển những chất liệu họ đang có. Sự thất bại trong hôn nhân của Mason khiến anh rơi vào tình trạng bất ổn và thờ ờ với mọi thứ, do đó ảnh hưởng nhiều tới tiếng trống của anh.
Mặc dù thiếu một định hướng sáng tạo nhưng vài tuần sau, Waters bắt đầu có những hình dung về các ý tưởng mới. Trong năm 1974, Pink Floyd đã phác thảo ra được ba ca khúc và trình diễn chúng ở một số chương trình ở châu Âu. Những sáng tác này mở đầu cho việc hình thành album mới. Những đoạn guitar theo kiểu four-note, tình cờ được sáng tác bởi Gilmour, nhắc Waters nhớ tới Barrett. Những giai điệu khi thăng khi trầm của ca khúc khiến họ nhớ tới thành viên cũ của nhóm. Waters nói rằng: "Bởi vì tôi muốn tới gần nhất có thể những gì mà tôi đang cảm thấy... sự vô định, những sầu muộn không thể tránh được trước sự ra đi của Syd."

Trong quá trình Pink Floyd thu album, một lần Barrett tình cờ ghé qua studio, Thorgerson nhớ lại rằng anh "ngồi lại và nói một ít, nhưng dường như anh ta không thực sự có mặt ở đây." Anh thay đổi đáng kể so với lần gặp trước, tới mức nhóm suýt không nhận ra nổi. Sau buổi gặp gỡ đó, Waters đã thật sự suy sụp. Hầu hết các ca khúc trong album đều là sự gợi nhớ về Barrett. Wish you were here được chơi vào ngày 5 tháng 7 năm 1975, mở màn cho lễ hội âm nhạc ngoài trời tại Knebworth. Phát hành vào tháng chín, đứng số 1 tại cả Mỹ và Anh.

### Animals
Năm 1975, Pink Floyd mua một gian 3 tầng trong hội trường nhà thờ ở số 35 Britannia Row, Islington, và bắt đầu xây dựng phòng thu âm kiêm không gian lữu trữ ở đó. Năm 1976, nhóm ghi âm album thứ 10, Animals, gồm 24 ca khúc mới hoàn thành trong phòng thu. Ý tưởng về Animals xuất phát từ Waters, dựa trên tiểu thuyết của George Orwell về trang trại súc vật. Lời của bài hát miêu tả các tầng lớp xã hội như là chó, lợn và cừu. Hipgnosis được yêu cầu thiết kế bìa album Animals, tuy nhiên, Waters là người sửa bản cuối, chọn hình ảnh về một nhà máy điện cũ kỹ là Battersea, chèn thêm hình ảnh một con lợn.
Việc phân chia tiền bản quyền là nguồn gốc xung đột giữa các thành viên là những người kiếm được tiền từ bản quyền của mỗi ca khúc. Mặc dù Gilmour sáng tác chủ yếu phần "Dogs", trải dài gần hết mặt đĩa đầu của album, anh lại nhận được ít tiền hơn Waters, người chỉ đóng góp hai phần nhỏ hơn trong "Pigs on the Wing". Wright viết rằng: "Một phần cũng do lỗi của tôi, tôi đã không đẩy tới cùng những chất liệu âm thanh của mình... nhưng khi David có một ý tưởng, anh ta sẽ chỉ xoay quanh nó." Mason nhớ lại: "Roger lúc nào cũng ngập tràn các ý tưởng, nhưng anh ấy thực sự kìm hãm Dave, khiến cho Dave phát điên lên." Gilmour, bị xao nhãng bởi đứa con đầu mới sinh, đóng góp ít hơn cho phần sau của album. Tương tự như vậy, cả Mason lẫn Wright cũng không đóng góp được nhiều cho Animals; Wright gặp trục trặc trong hôn nhân và mối quan hệ của anh với Waters cũng có vấn đề. Animals là album đầu tiên của Pink Floyd mà không có đóng góp của Wright, người nhận xét rằng: "Animals... không phải là đợt thu âm vui vẻ... đó là khi Roger bắt đầu tin rằng anh ta là người duy nhất viết nhạc cho nhóm...rằng nhớ anh ta mà chúng tôi mới tồn tại được... khi anh ta ngày càng đề cao cái tôi của mình, người mà anh ta xung đột là tôi."
Phát hành vào tháng 1 năm 1977, album đứng thứ 2 trong bảng xếp hạng Anh và thứ 3 ở bảng xếp hạng Mỹ. NME nhận xét về album như "một trong những thứ khóc liệt nhất, không ngừng nghỉ, đau đớn, như một hình tượng tôn giáo về âm nhạc", và Karl Dallas của Melody Maker miêu ta nó "một hương vị không mấy dễ chịu về thực tại của những năm gần đây, ngày một đần độn."
Hầu hết album được trình diễn trong tour "In the Flesh", lần đầu Pink Floyd diễn ở một sân vận động lớn, lớn đến mức khiến cho nhóm cảm thấy bất an. Waters bắt đầu tự đến điểm diễn và rời đi ngay lập tức sau khi diễn. Có lần, Wright bay trở lại Anh, đe dọa sẽ rời khỏi nhóm. Tại sân vận động Montreal Olympic, một nhóm người hâm mộ cuồng nhiệt ngồi hàng đầu đã kích động Waters đến mức Waters đã nhổ nước bọt về phía họ. Kết thúc tour diễn, Gilmour cảm thấy rằng "nhóm đã đạt được mức thành công mà họ mong đợi, từ đó không còn gì để làm nữa."

## Kỷ nguyên của Waters
Vào tháng 7 năm 1978, trong bối cảnh khủng hoảng tài chính, Waters đưa ra cho nhóm 2 ý tưởng mới về album tiếp theo. Đầu tiên là bản demo dài 90 phút, Bricks in the Wall, và phần còn lại là solo của Waters, The Pros and Cons of Hitch Hiking. Ban đầu Mason và Gilmour khá thận trọng, đã chọn những người cũ để làm album mới. Bob Ezrin hợp tác sản xuất, và ông này đã viết kịch bản dài 40 trang cho album mới. Ezrim dựa trên câu tuyện về nhân vật trung tâm của Pink. Bắt đầu bằng cảm hứng từ những kỷ niệm thời thơ ấu của Water, đáng chú ý nhất là về cái chết của bố Waters trong chiến tranh thế giới thứ II. Sau viên gạch đầu tiên này, The Wall dần được xây lên. Pink trở nên nghiện ngập, chán ngán ngành công nghiệp âm nhạc, cuối cùng chuyển vào thế giới hoang tưởng. Đây là ý tưởng lấy từ Syd Barrett. Đến cuối album, khán giả sẽ cảm thấy như Pink đạp đổ được bức tường này, trở về con người bình thường, biết quan tâm chăm sóc.
Trong quá trình ghi âm, Waters, Gilmour và Mason đều tỏ ra không hài long với việc Wright không đóng góp gì cho album. Gilmour nói rằng Wright "chẳng đóng bất cứ thứ gì có giá trị cho album – anh ta làm việc rất rất ít" và rằng đó là lý do tại sao anh ta "bị đá đít". Theo Mason, "Việc mà Rick làm là đến và ngồi lì trong quá trình thu âm, chẳng làm gì cả, cứ như là "nhà sản xuất" ấy". Waters nhận xét: "Wright chẳng chuẩn bị gì cho việc thu âm... đây là sự đồng thuận từ mọi người... hoàn thành album, anh ta vẫn được chia phần... nhưng sau đó, anh ta phải rời đi. Rick cũng đồng ý."
Mặc dù Pink Floyd không phát hành single nào kể từ "Money" năm 1973, "Another Brick in the Wall (Part II)" trong album, giữ vị trí đầu ở cả Mỹ và Anh. Phát hành vào 30 tháng 11 năm 1979, The Wall đứng đầu bảng xếp hạng Billboard của Mỹ trong suốt 15 tuần, đứng vị trí thứ 3 ở Anh. The Wall cũng đứng thứ 3 trong Top 100 album mọi thời đại theo đánh giá của RIAA với 23 triệu bản bán ra tại Mỹ. Bìa đĩa cũng là thiết kế đơn giản nhất, với một bức tường trắng, không có tên album hay tên nhóm. Đó cũng là bìa album đầu tiên kể từ The Piper at the Gates of Dawn không phải là thiết kế của Hipgnosis.
Gerald Scarfe sản xuất hàng loạt các hình động chiếu trong show diễn quảng bá album. Ông cũng có nhiệm vụ tạo ra những con rối bơm hơi lớn đại diện cho các nhân vật trong album gồm "Mẹ", "Vợ cũ" và "Thầy giáo". Pink Floyd sử dụng những con rối này trong suốt tour diễn. Quan hệ giữa các thành viên trong nhóm luôn tệ hại. Bốn chiếc xe lưu động của họ đỗ thành vòng tròn, cửa hướng ra ngoài. Water dùng xe tải riêng để tới điểm diễn và ở khách sạn so với các thành viên. Wright trở thành người viết nhạc được trả lương và là người duy nhất thu được lợi nhuận trong khi mọi người bị lỗ 600.000$.
Có hẳn 1 bộ phim được ra đời dựa trên ý tưởng về The Wall. Ban đầu dự định là sự kết hợp giữa những cảnh quay thực tế trong các buổi biểu diễn và những nhân vật hoạt hình. Tuy nhiên những cảnh quay về buổi diễn không thực tế lắm. Alan Parker đồng ý làm đạo diễn của phim và dùng một cách tiếp cận khác. Cảnh về những con hoạt hình vẫn dùng, nhưng sẽ được diễn bởi những diễn viên kịch câm chuyên nghiệp. Waters diễn thử nhưng không đạt và nhóm đề nghị Bob Geldof thủ vai Pink. Ban đầu Geldof từ chối, lên án cốt truyện của phim như là "một thứ nhảm nhí". Cuối cùng, bị thuyết phục bởi triển vọng thành công của bộ phim và một khoản thù lao lớn, Geldof đồng ý diễn. Bộ phim được trình chiếu ở Liên hoan phim Cannes vào tháng 5 năm 1982. Pink Floyd – The Wall ra mắt ở Anh vào tháng 7 năm 1982.

### The Final Cut
Năm 1982, Waters gợi ý một dự án âm nhạc mới, với tiêu đề Spare Bricks, hình thành từ những bản nhạc trong phim Pink Floyd The Wall. Tuy nhiên, cuộc chiến tranh Falklands War đã làm Waters thay đổi và bắt đầu viết một vài giai điệu theo hướng khác. Waters coi động thái của Margaret Thatcher với cuộc chiến này là hiếu chiến và không cần thiết, và anh quyết định dành riêng album này cho người cha quá cố của mình. Lập tức nổ ra những cuộc tranh cãi giữa Waters và Gilmour, người cho rằng album mới phải hoàn toàn mới thay vì nhai lại những giai điệu cũ của The Wall. Waters thì cho rằng Gilmour đóng góp rất ít cho ban nhạc. Michael Kamen, người dàn dựng âm nhạc, ở trung gian giữa hai người, đồng thời thay thế vị trí khuyết của Wrights. Sự căng thẳng ngày một sâu sắc. Waters và Gimour làm việc độc lập, tuy nhien, Gilmour cũng bắt đầu bị căng thẳng. Sau một cuộc cãi vã, tên của Gilmour bị gạch khỏi danh sách do Waters cảm thấy anh này không đóng góp gì cho việc sáng tác.

## 2005-nay

### The Endless River
Vào tháng 5 năm 2014, Samson, vợ của Gilmour, công bố trên Twitter rằng album mới của Pink Floyd tên The Endless River sẽ được phát hành vào tháng mười. Durga McBroom nói rằng âm nhạc đến từ một dự án phụ gọi là "The Big Spliff", thu âm tại cùng nơi với Division Bell, và nói thêm rằng Gilmour và Mason gần đây đã làm thêm nhiều nhạc phẩm. Album có mặt Wright, nhưng Waters thì không.
Gilmour phát biểu rằng The Endless River sẽ là album cuối cùng của Pink Floyd.

## Danh sách đĩa hát

### Album phòng thu
| Năm  | Album                          | Mỹ          | Anh | Chứng nhận RIAA  | Chứng nhận BPI  | Chứng nhận CRIA  |
| ---- | ------------------------------ | ----------- | --- | ---------------- | --------------- | ---------------- |
| 1967 | The Piper at the Gates of Dawn | 131         | 6   | Đĩa vàng         | Đĩa bạc         | -                |
| 1968 | A Saucerful of Secrets         | -           | 9   | -                | Đĩa vàng        | -                |
|      | Music from the Film More       | 153         | 9   | -                | -               | -                |
| 1969 | Ummagumma (also live)          | 74          | 5   | Đĩa bạch kim     | Đĩa vàng        | -                |
| 1970 | Atom Heart Mother              | 55          | 1   | Đĩa bạch kim     | Đĩa vàng        | -                |
| 1971 | Meddle                         | 70          | 3   | 2x Đĩa bạch kim  | Đĩa bạch kim    | -                |
| 1972 | Obscured by Clouds             | 46          | 6   | Đĩa vàng         | Đĩa bạc         | -                |
| 1973 | The Dark Side of the Moon      | 1           | 2   | 15x Đĩa bạch kim | 9x Đĩa bạch kim | 2x Đĩa kim cương |
| 1975 | Wish You Were Here             | 1 (2 tuần)  | 1   | 6x Đĩa bạch kim  | Đĩa vàng        | 3x Đĩa bạch kim  |
| 1977 | Animals                        | 3           | 2   | 4x Đĩa bạch kim  | Đĩa vàng        | 2x Đĩa bạch kim  |
| 1979 | The Wall                       | 1 (15 tuần) | 3   | 23x Đĩa bạch kim | Đĩa bạch kim    | 2x Đĩa kim cương |
| 1983 | The Final Cut                  | 6           | 1   | 2x Đĩa bạch kim  | Đĩa vàng        | -                |
| 1987 | A Momentary Lapse of Reason    | 3           | 3   | 4x Đĩa bạch kim  | Đĩa vàng        | 3x Đĩa bạch kim  |
| 1994 | The Division Bell              | 1 (4 tuần)  | 1   | 3x Đĩa bạch kim  | 2x Đĩa bạch kim | 4x Đĩa bạch kim  |
| 2014 | The Endless River              | 3           | 1   | Đĩa vàng         | Đĩa bạch kim    | -                |

### DVD và Video
- Live at Pompeii (1972)
- The Wall (1982)
- The Delicate Sound of Thunder (1988)
- La Carrera Panamericana (1992)
- P•U•L•S•E (phim) (1994)